# Emilian Crețu
Emilian Crețu (n. 5 ianuarie 1987, Negureni, Telenești, RSS Moldovenească, azi Republica Moldova) este un actor,  prezentator TV din Republica Moldova și lector superior la Academia de Muzică, Teatru și Arte Plastice.
A fost actor cu normă întreagă.

## Biografie
În 2015 și-a făcut apariția și în spațiul virtual sub denumirea de „DaSuntRomân”, fiind autorul dar și actorul principal al parodiilor despre diferite situații politice, sociale sau economice, deghizându-se sub diferite personaje hazlii. Astfel, aparițiile acestuia au stârnit sute de reacții și mii de vizualizări în spațiu virtual, cu piese precum „Coroana Mă-tii” sau „Durdom Pa Pa”.
De la 1 aprilie 2017, este prezentator al emisiunii de satiră „Dora Show” de pe Jurnal TV. În emisiune, joacă rolul „Doamnei Dora”. În fiecare săptămână, este invitată o celebritate, pe care Emilian o descoase și o supune mai multor provocări.

## Apariții notabile
Pe 30 noiembrie 2024, Emilian Crețu a avut o apariție spectaculoasă în rolul lui Moș Crăciun, în cadrul unui eveniment organizat de centrul comercial Port Mall din Chișinău. Actorul a coborât dintr-un avion monomotor, pilotat de Waldemar Bertald, într-un show aviatic pregătit cu atenție pentru a marca începutul sărbătorilor de iarnă. Evenimentul a fost primit cu entuziasm de către public și a fost intens mediatizat pe rețelele sociale. Organizatorii au colaborat strâns pentru a transforma ideea îndrăzneață într-un spectacol sigur și memorabil.